# 12095 Пінель
12095 Пінель (12095 Pinel) — астероїд головного поясу, відкритий 25 квітня 1998 року.
Тіссеранів параметр щодо Юпітера — 3,304.
Названо на честь французького лікаря Філіппа Пінеля (фр. Philippe Pinel, 1745—1826), який зробив значний внесок у розвиток методів лікування хворих з психічними захворюваннями, був головним лікарем в клініці щеплень Госпіталю Пітьє-Сальпетрієр в Парижі.